# Valor Econômico
Valor Econômico ist eine brasilianische Tageszeitung mit Schwerpunkt auf Wirtschaftsberichterstattung und gilt laut dem Instituto Verificador de Circulações (IVC) als auflagenstärkstes Wirtschaftsmagazin des Landes. Die Zeitung wurde am 2. Mai 2000 als Joint Venture der Mediengruppen Grupo Globo und Grupo Folha gegründet. Im September 2016 erwarb Grupo Globo den 50-Prozent-Anteil von Grupo Folha und übernahm damit die alleinige Kontrolle.

## Geschichte
Von Oktober 2009 bis Juli 2015 stand Valor Econômico in direkter Konkurrenz zur Tageszeitung Brasil Econômico, die vom portugiesischen Medienkonzern Ongoing herausgegeben wurde.
Am 13. September 2016 gab Grupo Globo die vollständige Übernahme der 50-Prozent-Beteiligung von Grupo Folha an Valor Econômico bekannt und wurde damit alleiniger Eigentümer.
Im Januar 2018 fusionierten Editora Globo, Infoglobo und Valor Econômico zu einer einzigen Gesellschaft unter dem Dach von Grupo Globo, um redaktionelle Ressourcen zu bündeln und die digitale Transformation zu beschleunigen.
Die Zeitung erscheint von Montag bis Freitag und hatte laut dem Instituto Verificador de Circulações (IVC) im Jahr 2023 eine Auflage von rund 62.000 Exemplaren und eine Reichweite von etwa 163.000 Lesern.

## Inhalte
Valor Econômico berichtet vorwiegend über nationale und internationale Themen aus den Bereichen Wirtschaft, Finanzen, Unternehmertum sowie Wirtschaftspolitik. Die Redaktion veröffentlicht neben aktuellen Nachrichten auch vertiefende Analysen, Interviews und Hintergrundberichte.  

### Jahrbücher
Zu den bekanntesten redaktionellen Produkten gehört das jährlich erscheinende Wirtschaftsjahrbuch Valor1000. Es enthält Analysen zu 25 Wirtschaftssektoren und veröffentlicht Rankings der größten Unternehmen Brasiliens, der 100 führenden Banken sowie der 250 größten Holdinggesellschaften.

### Auszeichnungen
Valor Econômico und seine Journalisten wurden mehrfach für herausragende Wirtschaftsberichterstattung ausgezeichnet:  
- 2000: Prêmio Esso in der Kategorie Wirtschaftsjournalismus für Raquel Balarins Artikel „Operações que quebraram o Boavista“.[11]
- 2007: Prêmio Esso in der Kategorie Wirtschaftsjournalismus für Paulo Tottis Reportage „China, O Império Globalizado“.[12]

| Jahr | Organisation | Auszeichnung    | Kategorie                    | Ergebnis |
| ---- | ------------ | --------------- | ---------------------------- | -------- |
| 2022 | Prêmio iBest | Valor Econômico | Nachrichten und Journalismus | TOP3     |

## Aktuelle Entwicklungen
Laut dem *Midia Kit Valor 2023* verzeichnete die Zeitung in den vier Jahren zuvor ein Auflagenwachstum von 49 % und einen Anstieg der Leserschaft um 325 %; im Digitalbereich erreichte sie mehr als 19 Millionen Unique Visitors und rund 72 Millionen Seitenaufrufe.
2025 fungierte Valor Econômico als offizieller Medienpartner des Web Summit Rio.
Ebenfalls 2025 organisierte die Zeitung gemeinsam mit dem Centro Brasileiro de Relações Internacionais (CEBRI) und Caixin Global den „Brazil–China Economic Summit“ zu Themen wie Investitionen, Digitalisierung, Energiewende und Smart Cities.